# 黑七夕魚
黑七夕魚（学名：Plesiops coeruleolineatus）、又名藍線鮗、绿纹鮗，为鮗科鮗屬的鱼类。分布于自红海到日本、太平洋、台湾岛等，常生活于潮间带及潮线下水线处。该物种的模式产地在马萨瓦、红海。

## 扩展阅读
維基物種上的相關：绿纹鮗